# リアン・フィルヨーン
リアン・フィルヨーン (Riaan Viljoen、1983年4月1日-) は、トップリーグNTTドコモレッドハリケーンズに所属するラグビー選手。南アフリカ代表としては、2009年の欧州遠征（フランス、イタリア、アイルランド、イングランド）に参加し、2試合に出場した。また、2012年、2013年度はシャークスに所属し、スーパーラグビーを戦った。

## プロフィール
- 南アフリカ共和国カールトンヴィル出身[1]。
- ポジションはフルバック(FB)。
- 身長 185cm、体重 90kg
- ニックネームはチョッピー。

## 略歴
2013年、当時ジャパンラグビートップリーグのNTTドコモレッドハリケーンズに加入。同年9月1日に行われたジャパンラグビートップリーグ1stステージ第1節の九州電力キューデンヴォルテクス戦に先発出場で日本での公式戦初出場を果たす。
2015年、NTTドコモレッドハリケーンズを退団した。
2016年、サンウルブズに加入。
2017年、NTTドコモレッドハリケーンズに復帰。
2020年、NTTドコモレッドハリケーンズを退団した。

## 獲得タイトル等
- ツアー:
  - 南アフリカ代表欧州遠征（2009年）
  - カリーカップ優勝（2008年，グリカス）